# コレペティートル
コレペティートル（ドイツ語: Korrepetitor / フランス語: corépétiteur）は、歌劇場などでオペラ歌手やバレエダンサーにピアノを弾きがら音楽稽古をつけるピアニストを言う。日本では「コレペティトール」と呼称、表記されることも多い。本来は裏方であり、本番の舞台に立つピアニストではないが、最近では伴奏ピアニスト兼任者も増えてきている。ドイツ語圏では、実際には「コレペティートーア」と発音され、「レペティートーア」（Repetitor）とも呼ぶ。英語圏ではフランス語に由来する「レペティトゥール」（繰り替えす人）という言い方が用いられる。給料の面ではソリスト扱いである。
オペラにおいては、各配役に対して実際の公演の際のオーケストラが奏でる音をピアノで演奏し、個人練習の伴奏と助言をすることで、歌手の譜読みや暗譜、更に発音矯正の手助けをし、音楽への理解を深めさせる仕事である。その職に必要とされる言語も最近はフランス語やイタリア語・ドイツ語だけではなくてロシア語までは最低要求される。ただ単にピアノ譜を弾くだけでは済まず、オーケストラ・スコアでの初見演奏・移調・プレストの弾き歌いや穴埋めまで要求される。
かつての名指揮者は、キャリアのスタートをこの職から始めることが多かった。ヴィルヘルム・フルトヴェングラー、ヘルベルト・フォン・カラヤン、ゲオルク・ショルティなどは、若い頃この職を経験している。現在の指揮者はコンクールでの入賞をきっかけに活動を行う人が多くなったが、それでも、ウルフ・シルマー、ファビオ・ルイジ、クリスティアン・ティーレマン、日本の児玉宏、上岡敏之のように、この職からたたき上げた指揮者も存在する。